# Aidis Kruopis
Aidis Kruopis (26 de octubre de 1986) es un ciclista lituano que fue profesional entre 2007 y 2018.

## Trayectoria
Corrió para varios equipos de ciclismo amateur y profesionales. En el 2011 firmó por el equipo Landbouwkrediet debutando en la categoría Profesional Continental. Más adelante en la primera temporada en dicha categoría gana cuatro victorias en Bélgica, esto le permitió fichar por un equipo australiano de categoría UCI ProTeam el Orica GreenEDGE durante 3 temporadas.
En 2015 regresó a un equipo Continental el An Post-ChainReaction, para luego en la temporada 2016 correr el equipo Vérandas Willems-Crelan donde corrió hasta su desaparición en 2018, el último año de su carrera.

## Palmarés
2010
- Dwars door de Antwerpse Kempen
- Schaal Sels
- 3.º en el Campeonato de Lituania en Ruta
- Flecha de Heist

2011
- Omloop van het Waasland
- Gran Premio del 1 de Mayo
- 1 etapa de la Vuelta a Bélgica
- Schaal Sels
- 3.º en el Campeonato de Lituania en Ruta

2012
- 1 etapa de la Vuelta a Noruega
- 3.º en el Campeonato de Lituania en Ruta
- 1 etapa del Tour de Polonia
- 2 etapas del Tour de Poitou-Charentes

2013
- 1 etapa del Tour de Turquía

2015
- 2 etapas del An Post Rás
- Campeonato de Lituania en Ruta
- Antwerpse Havenpijl

2016
- Dorpenomloop Rucphen
- Tour de Overijssel
- París-Arrás Tour, más 2 etapas
- Gooikse Pijl